# Humilde de Bisignano
San Humilde de Bisignano (del italiano: Umile de Bisignano) (26 de agosto de 1582-26 de noviembre de 1637), un fraile franciscano, es venerado como un santo por la Iglesia católica.

## Veneración
La causa de canonización de Humilis se inició a mediados del siglo XVII. Fue declarado venerable por el Papa Pío VI en 1780 y beatificado en 1882 por el Papa León XIII. Fue declarado santo por el Papa Juan Pablo II en 2002.